# Benelli Quattro
Con il nome Benelli Quattro si intendono una serie di motocicli costruiti con i marchi Benelli e Moto Guzzi tra il 1974 e il 1986.

## Il contesto
Agli inizi degli anni settanta il mercato motociclistico italiano si può dividere in due: da un lato le moto da Regolarità, e dall'altro le "maxi", con motori a 2, 3 o 4 cilindri e cilindrate sopra i 500 cm³. In questo settore è la giapponese Honda ad aver maggior successo commerciale, con le sue CB 4 cilindri; a tenerle testa ci sono le bicilindriche italiane Ducati, Laverda e Moto Guzzi.
Nello stesso periodo, al comando della Benelli approdò l'imprenditore di origini argentine Alejandro De Tomaso (costruttore delle auto che portano il suo nome ed ex pilota di auto). De Tomaso aveva rilevato nel 1971 la Casa pesarese (insieme alla consociata MotoBi), salvandola dalla bancarotta.
Il progetto di rilancio della Benelli è ambizioso: sfidare i giapponesi (specialmente la Honda) nel settore delle 4 cilindri di grossa cubatura, ambito nel quale l'industria italiana (con l'unica eccezione delle MV Agusta, con le sue 600 e 750 dal costo elevato) non si era mai addentrata, nonostante fosse molto impiegato nelle competizioni. De Tomaso (che nel 1972 rilevò anche la Moto Guzzi, creando così la più grande Casa motociclistica d'Italia) ha fretta: per accorciare i tempi fece acquistare una Honda CB500 Four e ordinò ai tecnici pesaresi di "prendere ispirazione" dal motore nipponico. Lo styling delle nuove moto fu affidato alle carrozzerie Ghia e Vignale, entrambe di proprietà di De Tomaso.
Nacque così un 4 cilindri di mezzo litro di cilindrata, da cui saranno derivati un "350" a quattro cilindri e un "750" a sei cilindri. Il programma è di commercializzare 500 e 750 con il marchio Benelli, mentre la 350 arriverà nei concessionari con il logo Moto Guzzi. Le vendite iniziarono dalla primavera del 1974. Entrambi i motori sono assemblati presso gli stabilimenti Moto Guzzi a Mandello del Lario, per essere poi montati sulle moto a Pesaro.
Al Salone di Milano 1975 fu presentata un'altra quattro cilindri, che però non ha nulla a che spartire con le 350/500: la Benelli 250 Quattro, spinta da un motore di poco meno di 250 cm³, e in produzione dal 1977 (anche marchiata Moto Guzzi, e nel caso chiamata 254).

## 354
Venduta con il nome di GTS 350, è equipaggiata con un 4 cilindri monoalbero di 345,5 cm³ (alesaggio x corsa 50 × 44 mm) da 31 CV e circa 160 km/h. Inizialmente ha all'anteriore un freno a tamburo doppia camma quattro ganasce (come la sorella "500", da cui differiva solo per alcune modifiche estetiche), rimpiazzato dal 1975 da un più moderno freno a disco. Di quell'anno è anche la versione maggiorata a 400 cm³ (alesaggio per corsa 50 × 50,6 mm, per complessivi 397,2 cc), da 40 CV e 170 km/h, nata per combattere le Honda, Kawasaki e Suzuki di cilindrata analoga. Dallo scarsissimo successo, a causa del prezzo elevato (1.335.000 Lire nel 1975, l'11% in più di quello della Honda CB350 Four e superiore anche a quello della Moto Morini 3½ e della MV Agusta "Ipotesi"), della componentistica (non totalmente di qualità, con una conseguente scadimento dell'affidabilità) e al fatto di non essere considerate delle "vere" Guzzi, le GTS resteranno in catalogo solo sino al 1979.
A partire dal 1977, la "350" viene proposta anche con marchio Benelli: nasce la 350 RS (sigla che sta per "Rapido Sport"), che differisce visibilmente dalle GTS: l'estetica (piuttosto spoglia e misera) somiglia a quella della Benelli 250 2C due tempi. La potenza sale a 38 CV, mentre la velocità massima scende a circa 150 km/h (grazie all'accorciamento dei rapporti del cambio: la Honda 350 quattro cilindri, per confronto, sfiora i 160). Nel 1979 nasce la 354 Sport. Le finiture migliorano, così come le lavorazioni meccaniche, più curate; viene introdotto il sistema di frenata "integrale" a tre dischi, di origine Moto Guzzi, così come di origine mandellese sono anche altri elementi, come forcella, strumentazione e cupolino (che è quello della Le Mans prima serie). Verniciata in una intrigante livrea nera con filetti oro, la 354 Sport ha 39 CV e la velocità massima è di circa 160 km/h. L'anno seguente nascono la 354 Sport II, che differisce dalla serie precedente per piccoli dettagli, e la 354 Turismo, senza cupolino, con parafanghi cromati e maniglione per il passeggero. Il successo (soprattutto per la Turismo) è scarso: penalizzate da una scarsa affidabilità e da un prezzo piuttosto alto (nel 1980 costa più di tre milioni di lire, quando una Morini 3 1/2 viene due milioni e la Guzzi V35 due milioni e mezzo), le 354 escono di produzione nel 1986.

## 504

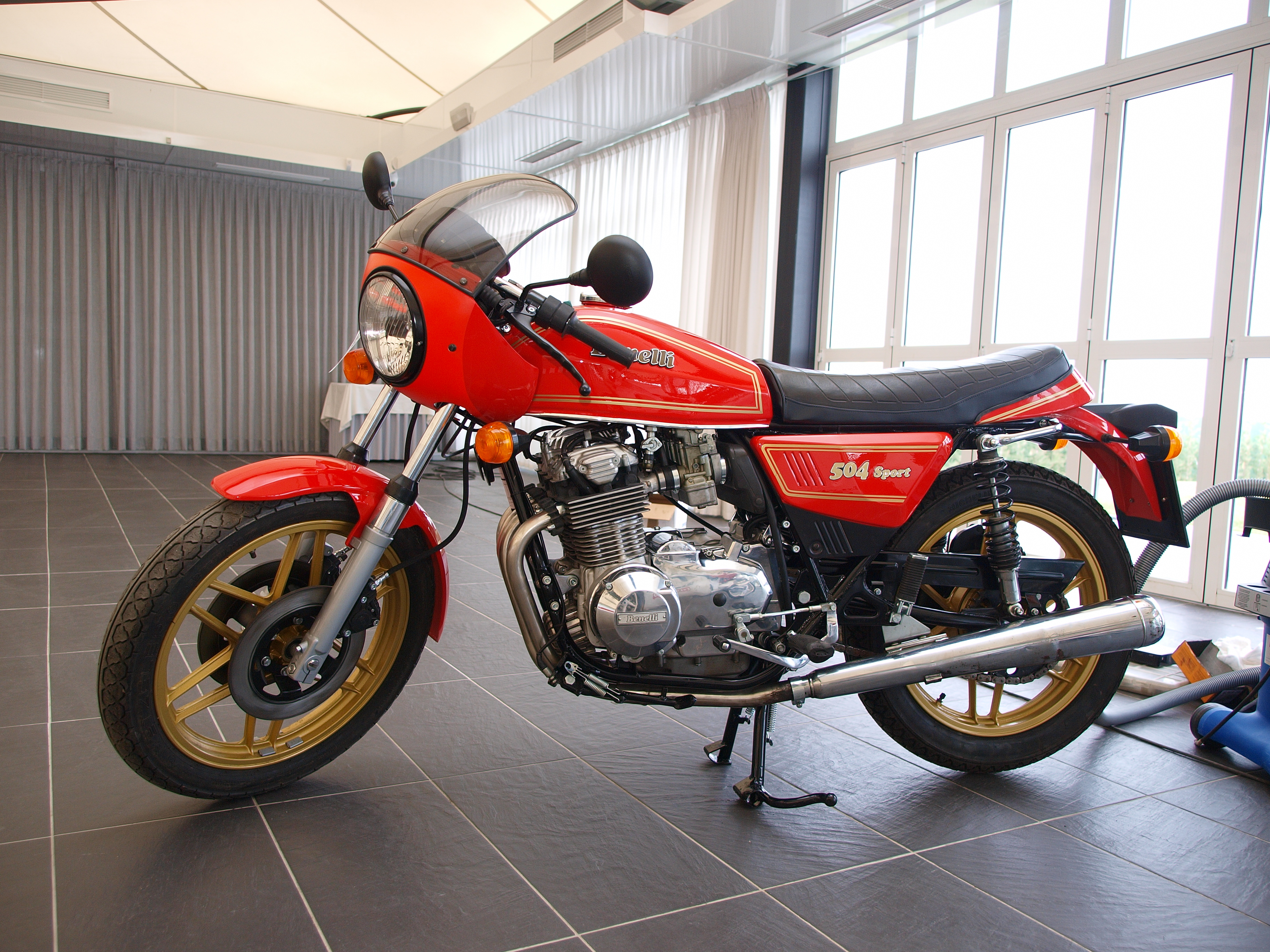
La Benelli 504 Sport del 1979

Disegnata dalla Ghia (designer Paolo Martin) all'epoca di proprietà di De Tomaso, la 500 Quattro si presentava con una linea piacevole (la rivista Motociclismo la definiva, sul numero di maggio 1974, "grintosa e poderosa di aspetto") e un telaio solido e rigido (è lo stesso della "750 Sei").
All'anteriore si caratterizza per avere un freno a tamburo, decisamente fuori moda. Il motore è molto simile (per non dire identico) a quello della Honda, ma ha prestazioni più brillanti: 55 CV e 180 km/h (contro i circa 170 della quattro cilindri giapponese). Il cambio, in compenso, è ruvido negli innesti e la folle è difficile da trovare.
Nel 1977 viene presentata la 500 LS (Leggera Sportiva), meno potente della "Quattro", ma più elastica: il motore viene portato a 49 CV, la velocità scende a circa 175 km/h, e la coppia motrice aumenta. L'estetica è la stessa delle Guzzi GTS (e con ciò si risparmiano 10 kg, da cui il nome). Vengono mantenuti i quattro scarichi (contrariamente alla 350) e introdotto un freno anteriore a doppio disco. Il 1979 è l'anno della 504 Sport, uguale alla sorella di 350 cm³ con l'eccezione del colore (rosso anziché nero).
Scarsamente venduta, sarà rimpiazzata dalla nuova 654.

## 654
Presentata al Salone di Milano 1979, la 654 T entrò a catalogo all'inizio del 1980.
Il motore è derivato da quello della 900 Sei, di cui usa quattro dei pistoni (alesaggio per corsa 60 × 53,4, cilindrata 603,94 cc). La carrozzeria è ripresa da quella della 354, con l'eccezione del cupolino (che è quello della 906); buona parte dei componenti (impianto elettrico, comandi al manubrio, strumentazione, freni, ecc…), sono invece di origine Guzzi. La qualità è migliorata rispetto alle serie precedenti, e non si trovano grossi difetti: anche il cambio appare migliorato. La potenza è di 54 CV alla ruota; la velocità massima è di 186 km/h.
Nel 1981 viene presentata la 654 Sport, ovvero la versione turistica con il manubrio e la sella della "354 Sport II" (e le grafiche della 125 2C Sport). Purtroppo tutto questo non basta a risollevare le vendite: la meccanica è superata e con una pessima reputazione, ed in più è la moto più cara del segmento: nel 1980 costa 3,9 milioni di lire, quando la Honda CB650 costa circa 3,5 milioni, e la BMW R 65 è a 3,8 milioni circa. La produzione cessa nel 1986, insieme a quella delle altre quattro e sei cilindri Benelli.
La casa pesarese, entrata in una grave crisi finanziaria, dovrà attendere fino al 2000 per ritornare nel segmento delle grosse cilindrate, con la presentazione della Tornado Tre.